# Sozialgericht

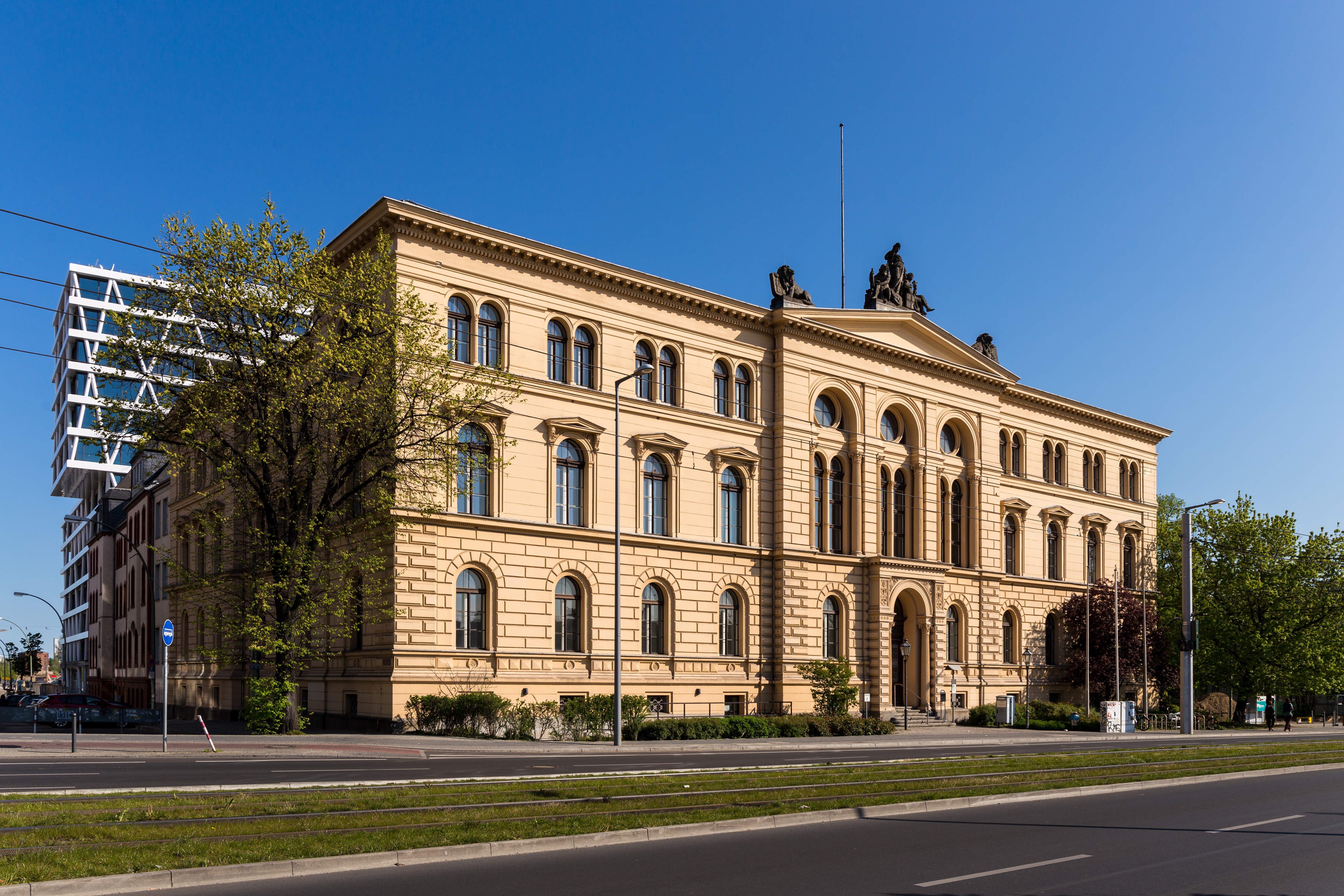
Das Sozialgericht Berlin ist das größte Sozialgericht in Deutschland

Das Sozialgericht (SG) ist das Gericht erster Instanz in der deutschen Sozialgerichtsbarkeit.
Berufungs- und Beschwerdeinstanz des Sozialgerichts ist regelmäßig das Landessozialgericht. Für Urteile mit einem Streitwert unter 750 Euro („Bagatellgrenze“) gilt dies nur, wenn das Sozialgericht die Berufung zulässt. Revisionsgericht ist das Bundessozialgericht mit Sitz in Kassel. In bestimmten Fällen ist eine Sprungrevision zum Bundessozialgericht möglich.

## Sachliche Zuständigkeit
Die sachliche Zuständigkeit der Sozialgerichte ist im Sozialgerichtsgesetz (SGG) festgelegt. Die Gerichte der Sozialgerichtsbarkeit sind nach § 51 SGG funktionell zuständig für Entscheidungen in öffentlich-rechtlichen Streitigkeiten.
- in Angelegenheiten der Sozialversicherung in ihren verschiedenen Zweigen (Renten-, Kranken-, Unfall- und Pflegeversicherung) sowie der privaten Pflegeversicherung und der Arbeitsförderung einschließlich der sonstigen Aufgaben der Bundesagentur für Arbeit,
- in Angelegenheiten des Bürgergeldes,
- in Angelegenheiten des sozialen Entschädigungsrechts (Ausnahme: Kriegsopferfürsorge)
- in Angelegenheiten der Sozialhilfe und des Asylbewerberleistungsrechts,
- bei der Feststellung von Behinderungen und bei anderen Feststellungen nach § 152 SGB IX,
- die aufgrund des Lohnfortzahlungsgesetzes entstehen und
- für die durch Gesetz der Rechtsweg zu den Gerichten der Sozialgerichtsbarkeit besonders eröffnet worden ist (z. B. § 73 Abs. 2 SGB XI: Klage gegen die Ablehnung eines Versorgungsvertrages – d. i. die Zulassung einer Pflegeeinrichtung oder eines Pflegedienstes zur Versorgung – durch die Landesverbände der Pflegekassen).

Eine Ausnahme bestand für das Land Bremen. Dort wurde befristet bis zum 31. Dezember 2008 in Angelegenheiten der Sozialhilfe und des Asylbewerberleistungsgesetzes sowie der Grundsicherung für Arbeitsuchende die Sozialgerichtsbarkeit durch besondere Spruchkörper des Verwaltungsgerichts und des Oberverwaltungsgerichts ausgeübt. Die übrigen Länder (einschließlich Niedersachsen, das mit Bremen ein gemeinsames Landessozialgericht unterhält) haben von dieser Option des § 50a SGG keinen Gebrauch gemacht.
Darüber hinaus sind die Gerichte der Sozialgerichtsbarkeit funktionell zuständig für Entscheidungen in privatrechtlichen Streitigkeiten in Angelegenheiten der gesetzlichen Kranken-, der sozialen und der privaten Pflegeversicherung.
Sachlich zuständig ist das Sozialgericht für Entscheidungen aller Streitigkeiten im ersten Rechtszug (in erster Instanz), für die die Gerichte der Sozialgerichtsbarkeit funktionell zuständig sind (§ 8 SGG).

## Örtliche Zuständigkeit
Die örtliche Zuständigkeit bestimmt sich nach dem Wohnsitz bzw. Aufenthaltsort oder Beschäftigungsort des Klägers. Klagt eine Körperschaft oder Anstalt des öffentlichen Rechts oder ein Unternehmen der privaten Pflegeversicherung oder hat ein Kläger seinen Wohnsitz im Ausland und keinen Beschäftigungsort im Inland (denkbar etwa bei Rentnern), ist abweichend von der allgemeinen Regel für die örtliche Zuständigkeit der Sitz der oder des Beklagten ausschlaggebend (§ 57 SGG).

## Einreichung einer Klage
Eine Klage oder ein Antrag wegen Eilbedürftigkeit kann schriftlich per Brief oder Fax oder mündlich zu Protokoll der Geschäftsstelle gestellt werden. Eine auf diesem Weg eingereichte Klage soll händisch unterschrieben sein. Nach § 92 I S. 2 SGG ist die Unterschrift kein zwingendes Erfordernis, sofern sich aus dem Inhalt der Klageschrift und den anderen Unterlagen zweifelsfrei die Identität des Klägers und die Unbedingtheit der Klageerhebung ergibt.
Eine Einreichung per normaler E-Mail ist unzulässig, jedoch stehen elektronische Wege der Kommunikation mit dem Gericht (sog. sichere Übermittlungswege nach § 65a Abs. 4 SGG) sowohl Bürgern (z. B. absenderbestätigte De-Mail) als auch Anwälten (beA) offen. Eine Einreichung einer Klage oder eines Schriftsatzes auf digitalem Weg ist damit möglich. Anwälte müssen den elektronischen Rechtsverkehr nutzen, während für Bürger keine Verpflichtung besteht diesen zu nutzen. Eine Nutzung des elektronischen Rechtsverkehrs beschleunigt jedoch oft das Verfahren, da Postlaufzeiten wegfallen.
Bei elektronischer Übermittlung eines Schreibens muss die Datei nach § 65a Abs. 3 SGG entweder mit einer qualifizierten elektronischen Signatur versehen sein oder der Kläger tippt im Schriftsatz am Ende seinen Namen unter das Schreiben und übermittelt das Schreiben auf einem sicheren Übermittlungsweg (z. B. absenderbestätigte De-Mail). Bei den De-Mail Anbietern heißt diese Versandmöglichkeit persönlicher und vertraulicher Versand. In diesen Fällen ist keine händische Unterschrift erforderlich. Bürger müssen also auch nicht über eine Signaturkarte verfügen um eine Klage digital einzureichen.

## Eilanträge
In unaufschiebbaren Angelegenheiten, etwa bei zwingend notwendiger sofortigen Heilbehandlung, deren Kostenübernahme die Krankenkasse ablehnt, oder bei Mittellosigkeit eines Rentners im Ausland wegen ausbleibender Rentenzahlungen, kann Antrag auf Erlass einer Einstweiligen Anordnung gestellt werden. Die darauf stattgebende Anordnung, wenn sie erteilt wird, nimmt die Entscheidung in der Hauptsache jedoch keinesfalls voraus.

## Besetzung
Die Spruchkörper des Sozialgerichts (Kammern) sind regelmäßig mit einem Berufsrichter und zwei ehrenamtlichen Richtern besetzt (§ 12 SGG). Nach dem Sozialgerichtsgesetz sind jeweils besondere Kammern für die Angelegenheiten der Sozialversicherung, der Arbeitsförderung, für das Recht der schwerbehinderten Menschen, das soziale Entschädigungsrecht (Kriegsopferversorgung, Soldatenversorgung, Opferentschädigung u. Ä.), Kassenarztrecht (Streitigkeiten zwischen Krankenkassen und Vertragsärzten, Psychotherapeuten und Vertragszahnärzten sowie deren Vereinigungen) zu bilden (§ 10 SGG). Der vorsitzende Berufsrichter kann einfach gelagerte Fälle im schriftlichen Verfahren durch Gerichtsbescheid allein entscheiden, der in seiner Wirkung einem Urteil gleichsteht (§ 105 SGG).

## Grundsätze des Verfahrens
Die Verfahrensvorschriften ähneln im Übrigen sehr stark denen der Verwaltungsgerichtsordnung, sind aber – allgemein gesprochen – etwas klägerfreundlicher ausgestaltet. So gilt der Amtsermittlungsgrundsatz (kein Beibringungsgrundsatz wie im Zivilprozess). Es besteht kein Vertretungszwang. Das Verfahren ist für Versicherte, Sozialleistungsempfänger sowie für behinderte Menschen und solche, die im Fall des Obsiegens als solche anzusehen wären, gerichtskostenfrei (§ 183 SGG). Zu den Unterschieden zum Verfahren vor den Verwaltungsgerichten zählt die Möglichkeit des Klägers, sich – allerdings gegebenenfalls nach Bestimmung des Vorsitzenden auf eigene Kosten – von einem Arzt seiner Wahl begutachten zu lassen (§ 109 SGG). Außerdem können – und werden in der Praxis – verschiedene Klagearten kombiniert werden (§ 54 SGG). Außerdem bestehen kleinere Unterschiede in der Verfahrensbeendigung. Anders als die Verwaltungsgerichte fällen die Sozialgerichte in der Regel sogenannte Stuhlurteile, das Urteil wird also unmittelbar in der Sitzung verkündet.
Außerdem werden die meisten Leistungsurteile, d. h. Urteile, die die Behörden zur Leistung verpflichten, nur dem Grunde nach gefällt (§ 130 Abs. 1 S. 1 SGG). Damit ist gemeint, dass die Höhe der Leistung nicht vom Gericht errechnet wird, sondern von dem jeweiligen Leistungsträger.

## Arbeitsbelastung
Die Arbeitsbelastung der Sozialgerichte ist durch die Einführung des Arbeitslosengeldes II („Hartz IV“) zum 1. Januar 2005 erheblich angestiegen. Dies hat bundesweit (mit Ausnahme von Bremen) zu einer erheblichen personellen Verstärkung der Sozialgerichte geführt, allerdings größtenteils nur im Richterbereich, nicht im Bereich der Geschäftsstellen. Da diese jedoch bei Weitem nicht ausreicht, ist mit einer weiteren Verlängerung der Verfahrensdauern zu rechnen. Parallel dazu wird der Zugang zur Sozialgerichtsbarkeit zunehmend erschwert, etwa wurde die oben genannte Bagatellgrenze für Berufungen von 500 auf 750 Euro erhöht.